# Jordi Baur
Jordi Baur (Landgraaf, 15 februari 1995) is een Nederlands voetballer die doorgaans speelt als rechtsbuiten. In juli 2024 verliet hij Sporting Heerlen.

## Clubcarrière
Baur speelde in de jeugdopleidingen van SVN Landgraaf. Op zijn achtste verkaste hij naar Fortuna Sittard, waar hij ook naar Roda JC had kunnen gaan. De middenvelder debuteerde voor Fortuna op 20 oktober 2014, toen met 1–1 werd gelijkgespeeld tegen Jong PSV. Van coach Peter van Vossen mocht Baur in de tweede helft invallen voor Andrew Marveggio. Zijn eerste doelpunt volgde op 12 december, toen hij scoorde tijdens een 4–5–nederlaag tegen FC Oss. In het seizoen 2014/15 speelde de vleugelspeler vierentwintig wedstrijden voor Fortuna. In de zomer van 2015 maakte Baur de overstap naar rivaal MVV Maastricht, waar hij voor één seizoen tekende. In de eerste seizoenshelft kwam hij tweemaal in actie en in december besloten beide partijen uit elkaar te gaan. Hierop tekende hij bij het Belgische Eendracht Termien. Vanaf het seizoen 2018/19 zou Baur uitkomen voor Heur-Tongeren. In de winterstop van dat seizoen verkaste hij naar VV Schaesberg. Na een jaartje bij EHC werd Baur medio 2020 overgenomen door Sportclub '25 en twee seizoenen later door KFC Helson. Bij Sporting Heerlen keerde hij in 2023 terug in Nederland.

## Clubstatistieken
| Seizoen | Club            | Competitie     | Competitie | Competitie | Beker | Beker | Internationaal | Internationaal | Totaal | Totaal |
| Seizoen | Club            | Competitie     | Wed.       | Dlp.       | Wed.  | Dlp.  | Wed.           | Dlp.           | Wed.   | Dlp.   |
| ------- | --------------- | -------------- | ---------- | ---------- | ----- | ----- | -------------- | -------------- | ------ | ------ |
| 2014/15 | Fortuna Sittard | Eerste divisie | 24         | 1          | 1     | 1     | —              | —              | 25     | 2      |
| 2015/16 | MVV Maastricht  | Eerste divisie | 2          | 0          | 0     | 0     | —              | —              | 2      | 0      |
| Totaal  | Totaal          | Totaal         | 26         | 1          | 1     | 1     | 0              | 0              | 27     | 2      |

Bijgewerkt op 30 oktober 2024.